# 吉野川市立川島中学校
吉野川市立川島中学校（よしのがわしりつ かわしまちゅうがっこう）は、徳島県吉野川市川島町桑村にある公立中学校。

## 基礎データ
最寄駅
- JR徳島線学駅

## 沿革
- 1965年 - 徳島県麻植郡川島町川島東中学校と徳島県麻植郡川島町川島西中学校が合併し徳島県麻植郡川島町川島中学校となる。
- 1982年 - 本校PTA全国協議会より全国表彰。
- 2004年 - 町村合併により、吉野川市立川島中学校となる。

## 著名な卒業生
- 大川隆法 - 幸福の科学グループ創始者兼総裁
- 遠藤貴巳 - 四国放送アナウンサー
- 佐々木健一 - 元プロ野球選手・中日ドラゴンズ(1992-1995)
- 秋山博康 - 元徳島県警察警部

## 通学区域が隣接している学校
- 吉野川市立山川中学校
- 吉野川市立鴨島第一中学校
- 阿波市立市場中学校
- 阿波市立阿波中学校